# Fachraumsystem
Das Fachraumsystem, das auch als Fachraumkonzept bezeichnet wird, ist eine Raumnutzungsform an Schulen. Es sind drei mögliche Raumnutzungsformen denkbar: Der Lehrer kommt zum Raum der Klasse (Klassenraumsystem), die Klasse kommt zum Raum des Lehrers (Lehrerraumsystem) oder die Klasse und der Lehrer kommen für jedes Fach in einen extra Raum (Fachraumsystem). Durch das Fachraumsystem soll die Qualität der Lernumgebung gesteigert werden.

## Entstehung
Ansätze in Richtung Fachraumsystem lassen sich schon in der Reformpädagogik finden. In der deutschen Arbeitsschule (z. B. unter Georg Kerschensteiner oder Hugo Gaudig) Ende des 19. Jhdt. wurde der Unterricht teilweise in Werkstätten, Schulgärten und Schulküchen verlagert mit der Betonung auf Selbsttätigkeit und handwerklichem Tun. Mit dem zusätzlichen Aspekt der Wirtschaftlichkeit entwickelte der Stadtschulleiter von Gary und später New York, William Albert Wirt, Anfang des 20. Jahrhunderts das Platoon- und das Garysystem in den USA.
Ziel ist es, die Lernumgebung anregender zu gestalten, damit abwechslungsreiche Lehr- und Lernformen ermöglicht werden. Eigenverantwortliches und individualisiertes Lernen soll gefördert werden. Gleichzeitig sollen die bestehenden Räumlichkeiten effizienter genutzt werden, sodass sie besser ausgelastet sind.

## Umsetzung
Um die Zeit konzentrierter zu nutzen, werden die meisten Fächer zweistündig (90 min) geplant. Dieses Doppelstundenmodell (2 × 45 Minuten) ist eine Voraussetzung des Fachraumsystems und entkräftet viele Nachteile:
1. Der Unterricht ist lang genug, um die Möglichkeiten eines Fachraums effektiv zu nutzen und um zwischen Lehrervortrag und Schüleraktivitäten abzuwechseln.
2. Die „Wanderung“ durch das Schulhaus und die damit verbundene Unruhe finden nur alle 90 Minuten statt.
3. Weniger Fächer pro Tag (nur 3–4 statt 5–8) erfordern weniger Unterrichtsmaterial und führen damit zu einem leichteren Schulranzen.

Außerdem werden in der Praxis meistens Schließfächer aufgestellt, durch die das Gewicht des Schulranzens zusätzlich verringert werden kann.

## Vorteile
- Die Räume stehen selten leer und werden damit effektiver genutzt.
- Die Unterrichtsqualität bessert sich, weil die Räume individueller und vor allem fachbezogen gestaltet werden (Wandmalereien, Plakate, Bücherregale …). Möglicherweise entsteht ein Wettbewerb unter den Fachbereichen um den schönsten Raum und die Schüler könnten sich in der Schule wohler fühlen. Die Zusammenarbeit innerhalb der Fachbereiche kann sich positiv verändern, da sie für denselben Raum/dieselben Räume zuständig sind. In der Regel wirkt sich die fachspezifische Atmosphäre einstimmend auf den Unterricht aus.
- Unterrichtsmaterialien wie Wörterbücher, Wandkarten …, aber auch die Klasse direkt betreffende Dinge wie Arbeitsblätter oder Ähnliches können im Fachraum gelagert und die einstigen Lagerräume anderweitig genutzt werden. Vertretungsstunden sind leichter möglich, da das Unterrichtsmaterial bereits am Ort vorhanden ist.
- Auch Lehrbücher können im Fachraum gelagert werden. Die Bücher halten länger, können nicht vergessen werden und der Schulranzen wird leichter.
- Die Räume können mit teuren Geräten (PC, Beamer …) ausgestattet werden, weil die Schüler nicht unbeaufsichtigt im Raum sind. Die Geräte halten länger, wenn sie nicht transportiert werden müssen.
- Schülerzentriertes Arbeiten, d. h. Gruppenarbeit, selbstständiges Lernen, Stationenarbeit usw. ist leichter möglich durch die bessere Verfügbarkeit der Materialien, die Möglichkeit die Arbeit zu unterbrechen und angefangene Plakate o. ä. bis zur nächsten Unterrichtsstunde zu lagern.
- Beim Verlassen des Unterrichtsraumes kann die vergangene Stunde in Gedanken besser abgeschlossen werden. Zu Negativem kann leichter Abstand gewonnen werden oder es kann gleich vergessen werden.
- Weil in jedem Fachraum ein anderer Sitzplan herrscht, sitzt ein Schüler immer wieder neben anderen Schülern, und die Klassengemeinschaft wird gestärkt.

## Nachteile
- Dadurch, dass viele Schüler zur Pausenzeit auf den Gängen unterwegs sind, ist es im Schulhaus laut. Es kann sein, dass Unruhe herrscht und die Korridore stärker verschmutzt werden.
- Die Schüler müssen ihre Schulranzen, Jacken, Sporttaschen … den ganzen Tag bei sich tragen und darauf aufpassen, dass sie nichts verlieren.
- Der Klassenraum als Rückzugsgebiet und Heimat für die Schüler entfällt.
- Der Entfall einer Doppelstunde ist schwerwiegender als der einer Einzelstunde.
- Die Fachräume können stärker verschmutzt werden, weil die Klasse diesen „fremden“ Raum nicht sauber hält. Hier zeigt die Erfahrung, dass das Gegenteil der Fall ist.
- Es ist schwerer zu organisieren, da alle Klassen unterschiedlich groß sind und somit immer die Anzahl an Sitzplätzen der größten Klasse vorhanden sein müssen.

## Kritik
Das Fachraumsystem ist dem Lehrerraumsystem sehr ähnlich: Die Räume können neu gestaltet werden und jeweilige Voraussetzung ist die Rhythmisierung des Schultags durch das Doppelstundenmodell. Der Hauptunterschied ist, dass beim Lehrerraumsystem der Lehrer den Raum für sich einrichtet, wohingegen es beim Fachraumsystem fachspezifisch gestaltete Räume gibt. Das Lehrerraumsystem lässt sich nicht strikt durchführen, weil es nicht so viele Räume gibt, die als Lehrerraum genutzt werden können und dieses auch nicht effizient wäre, weil der Raum leer stehen würde, wenn der zugehörige Lehrer abwesend wäre. Sobald zwei Lehrer abwechselnd in einem Raum das gleiche Fach unterrichten, ist man dem Fachraumsystem schon fast näher als dem Lehrerraumsystem.

## Raumbeispiele

Buigen-Gymnasium Herbrechtingen
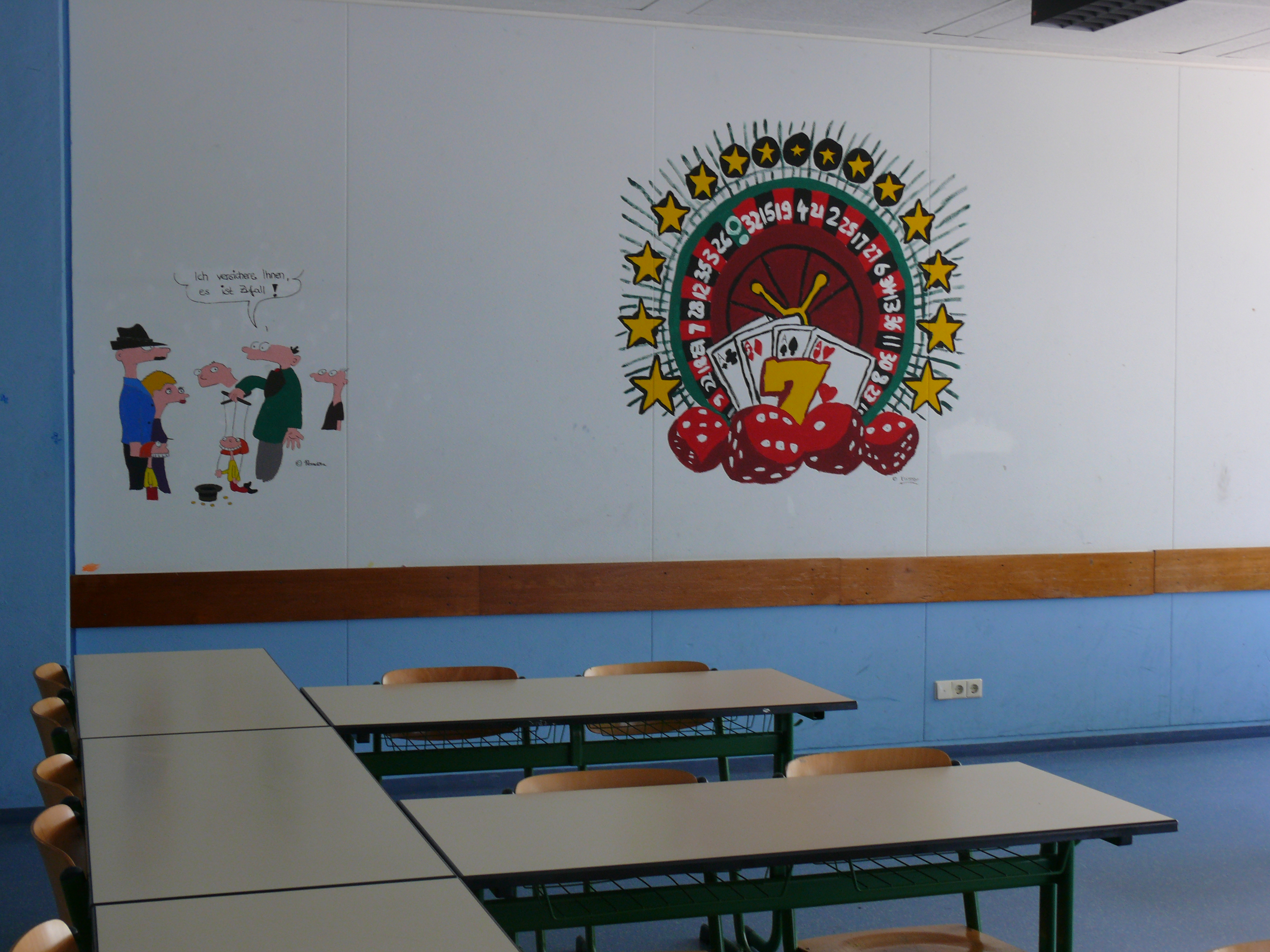
Mathematikraum 2
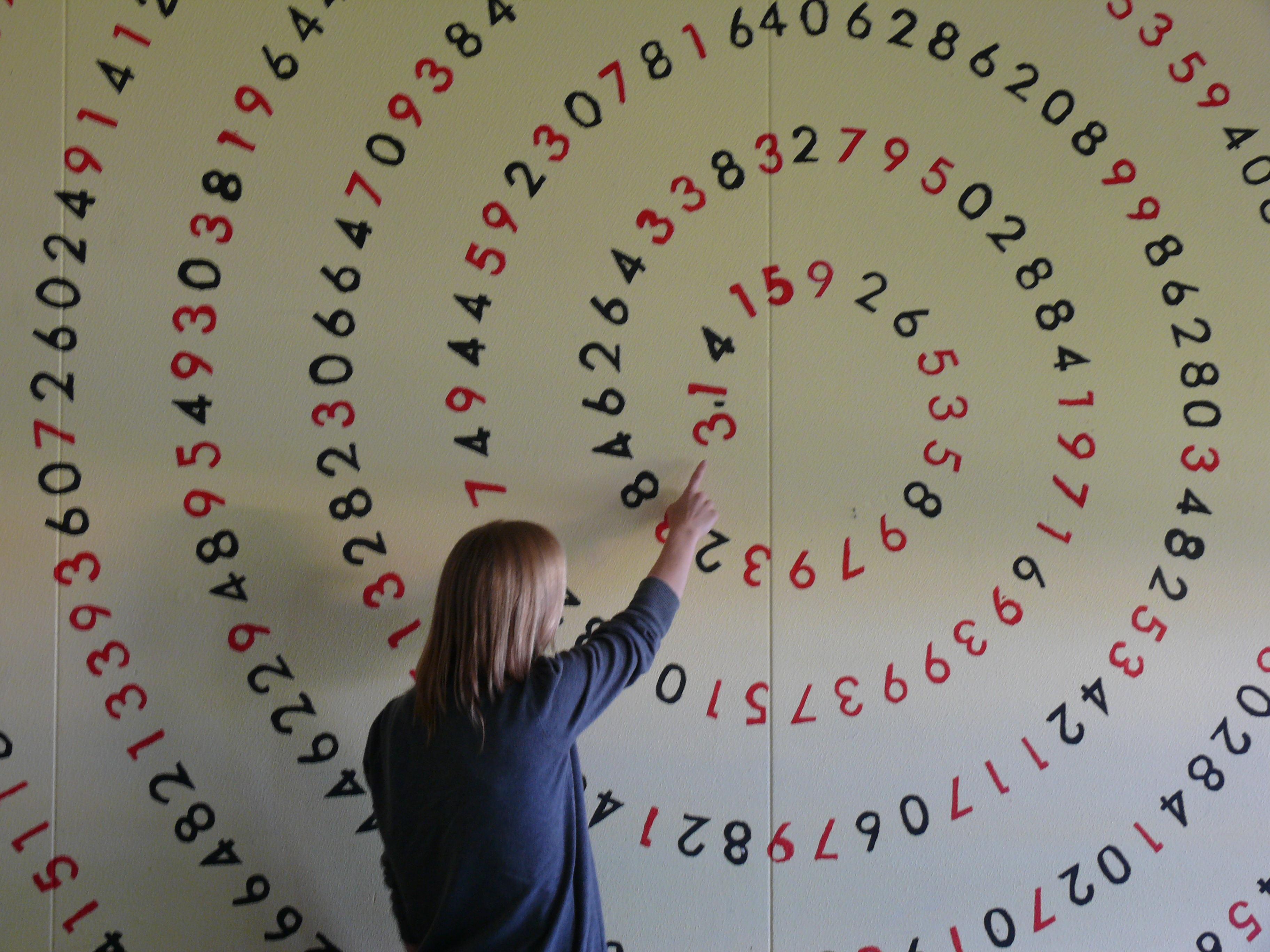
Mathematikraum 4
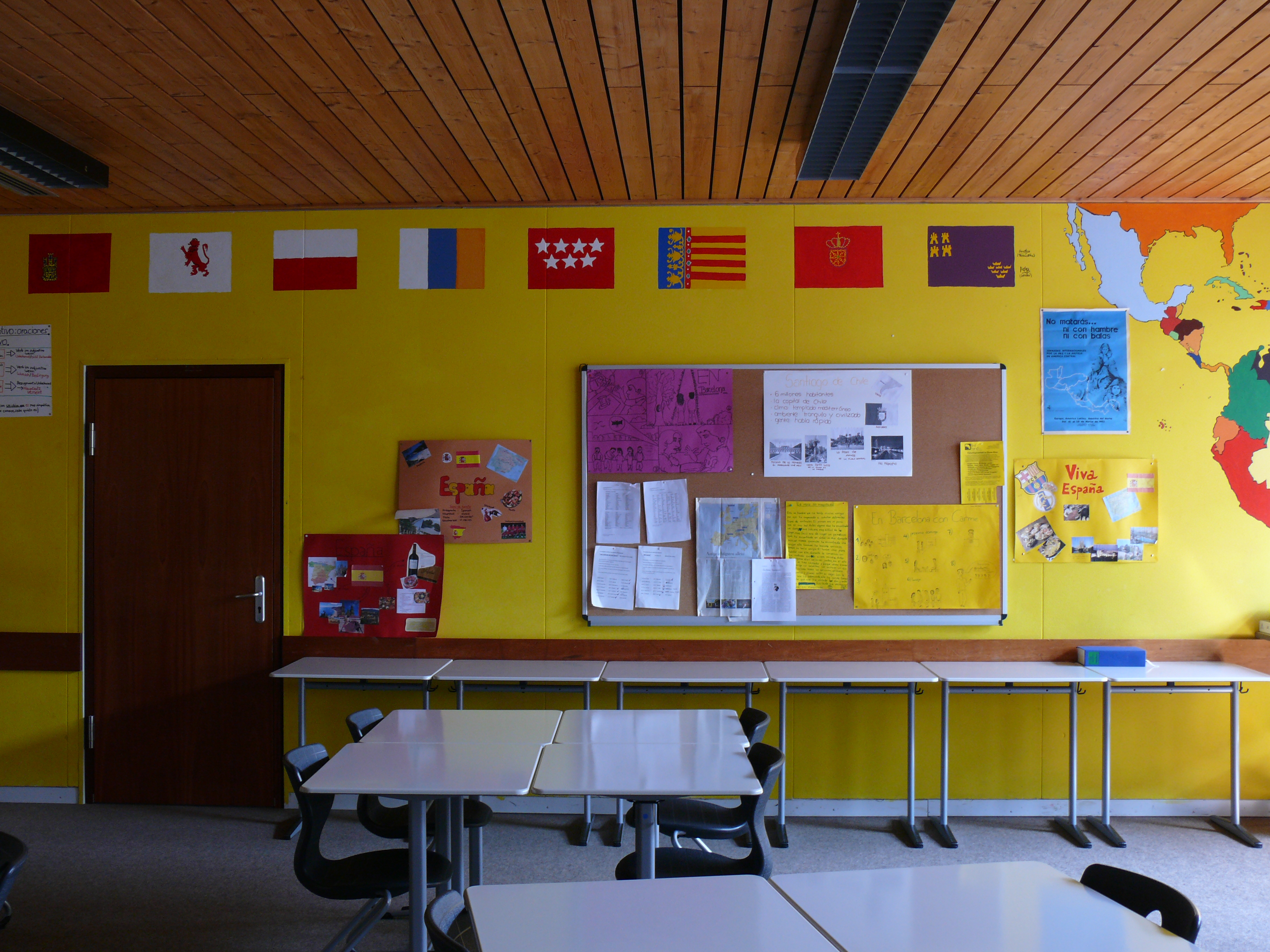
Spanischraum